# 舞岡川
舞岡川（まいおかがわ）は、神奈川県横浜市戸塚区の舞岡公園付近を源流とし、戸塚区内を北西に流れ、柏尾町・吉田町境付近（ブリヂストン横浜工場）で左岸より柏尾川に注ぐ境川水系の二級河川。上流から中流にかけては市街化調整区域に指定され、周辺には農地が広がる。舞岡小学校に隣接する舞岡遊水地付近から柏尾川への合流地点までの1.64 kmは都市基盤河川改修事業により改修が行われた。舞岡小学校付近では旧河川敷を利用して舞岡川ふれあい広場が設けられ、水遊びができるスペースが整備されている。

## 参考資料
- 横浜市下水道局『横浜の川』横浜市下水道局、1999年。